# Kimmerer

Kimmerer im Zentrum Kleinasiens um 600 v. Chr.

Die Kimmerer oder Kimmerier (altgriechisch Κιμμέριοι, Kimmérioi; assyrisch Gimir-ri/Gimir-rai, Singular Gimir, biblisch Gomer) waren ein indogermanisches Reitervolk der Antike, welches nach griechischen Autoren wie Herodot ursprünglich am Kimmerischen Bosporus (die heutige Straße von Kertsch zwischen der Krim und Südrussland) und im nördlichen Kaukasus ansässig war. Nach übereinstimmenden griechischen und assyrischen Quellen zogen die Kimmerier ab dem späten 8. Jahrhundert v. Chr. über den Kaukasus nach Kleinasien, wo sie zunächst das Reich der Phryger zerschlugen und jahrzehntelang eine Bedrohung für die griechischen Städte Kleinasiens und das Lyderreich waren.

## Schriftquellen

### Griechen
In der Odyssee beschreibt Homer das Land und die Stadt der kimmerischen Männer, die im äußersten Rand des tiefen Okeanos, nahe am Eingang des Hades, lägen. In ihrem Gebiet herrschten stete Nacht und Nebel („kimmerische Finsternis“) und Helios würde hier nicht leuchten. Vielleicht sind auch die in der Ilias erwähnten Hippemolgen, „das trefflichste aller Völker“, als Kimmerer zu identifizieren.
Aristeas erwähnt die Kimmerer als Bewohner der Steppen am Nordufer des Schwarzen Meeres (Arimaspeia), etwa im 7. Jahrhundert v. Chr. In der Erdbeschreibung des Hekataios von Milet wird ein Einfall der Skythen in das Gebiet der Kimmerer beschrieben. Dieses Werk gilt als Quelle Herodots für den Skythenfeldzug des persischen Königs Dareios I.
Herodot berichtet, dass die Kimmerer lange vor seiner Zeit am Nordrand des Schwarzen Meeres ansässig waren und durch die Skythen, die zu Herodots Zeit dort lebten, einst aus ihrer ehemaligen Heimat vertrieben wurden. Darauf weisen Herodot zufolge Ortsnamen wie Kimmerische Feste, Kimmerische Furt und Kimmerischer Bosporus. Die Kimmerer wurden von Königen regiert, wichtige Entscheidungen wurden aber anscheinend von der Volksversammlung getroffen. Es kam zu einer Schlacht, da die Kimmerer von den Skythen bedroht wurden und sich das Volk sowie die Könige nicht darauf einigen konnten, ob sie fliehen oder im Widerstand zu Grunde gehen sollten. Die Toten wurden anschließend am Fluss Tyras bestattet. Daraufhin flohen die Kimmerer, der Meeresküste folgend, nach Kleinasien, nur wenige fanden Zuflucht auf der Krim. Die Skythen verfolgten sie, nahmen aber eine andere Route nach Süden, mit dem Kaukasus zur Rechten, also näher am Kaspischen Meer, und konnten sie daher nicht finden. Phillips nimmt an, dass die Kimmerer die Darialschlucht in der Mitte des Kaukasus benutzten, während die Skythen über Derbent im Osten vordrangen. Sie griffen stattdessen die Meder an. Die Kimmerer ließen sich später auf der Halbinsel von Sinop nieder.
Nach Strabo drangen die Kimmerer nach Paphlagonien vor und griffen das Reich der Phryger an. Ihr König Midas, Sohn des Gordios, habe sich beim Angriff der Kimmerer auf die Hauptstadt Gordion (696 oder 679 v. Chr.) durch Trinken von „Ochsenblut“, vermutlich ein aus Realgar hergestelltes Arsen-Gift, das Leben genommen. Die Kimmerer siedelten sich um Sinop an und erschlugen den Milesier Habron.
Aristoteles berichtet, dass die Kimmerer Antadros am Fuße des Ida einnahmen und für hundert Jahre beherrschten. Die Kimmerer griffen den Lyderkönig Ardys II., Sohn des Gyges, an und nahmen seine Hauptstadt Sardes bis auf die Akropolis ein. Zusammen mit den Trerern plünderten sie die Städte der ägäischen Küste. Schließlich wurden sie von König Alyattes II., Sohn des Sadyattes II., Enkel des Ardys II., geschlagen und aus Kleinasien vertrieben.
Dionysios Periegetes, ein Schriftsteller des 2. Jahrhunderts n. Chr., beschreibt die Kimmerer als Nachbarn der Sinder und Kerketen, also wohl als im Kaukasus ansässig.

### Lateinische Quellen
Nach Pomponius Mela lebten an der Küste des Kaspischen Meeres die Komaren, Massageten, Kadusier, Hyrkanier und Hiberer. Jenseits davon lebten die Hyperboräer und Amazonen, und oberhalb von diesen die Cercetae, Kimmerer, Cissianti, Achaei, Georgili, Moschi, Phoristae, Rimphaces und Arimphaei.

### Assyrische Quellen

Einfall der Kimmerer im 8. Jahrhundert v. Chr. über den Kaukasus nach Kleinasien

Die Kimmerer werden oft mit den Gimirri der assyrischen Quellen gleichgesetzt. Als Bezeichnung für nomadische Stämme im Norden findet sich häufig der Name „umman-manda“ (Meder), der seit der Akkad-Zeit belegt ist. Auch mit dieser Bezeichnung werden oft Kimmerer und Skythen identifiziert. Des Weiteren werden sie von Sargon II. auch Gutäer genannt, was womöglich als Schimpfwort genutzt wurde. Der Harper-Brief ABL 112 erwähnt Kimmerer in Mannai.
Kronprinz Sanherib berichtet 714 v. Chr. an Sargon II., dass die Gimirri aus Gamirru nach Urartu eingefallen seien, wobei der Statthalter von Uaiš fiel. In dem Gottesbrief über seinen achten Feldzug beschreibt Sargon II. unter anderem den Selbstmord des Rusa I. von Urartu wegen des Falls von Musasir und der „Gefangenschaft“ des Gottes Ḫaldi. Dieser Erfolg war möglicherweise durch einen Einfall der Kimmerer möglich geworden. Sargon selbst fiel 705 v. Chr. auf seinem neunten Feldzug gegen die Kulummu. Manche Forscher (Winkler) glauben aber, dass die Kimmerer für seinen Tod verantwortlich waren.
Die nächste Erwähnung der Kimmerer stammt aus dem Jahr 679 v. Chr. Asarhaddon unterwarf den kimmerischen König Teušpa in Hubušna. Aus einem Brief des Kronprinzen Assurbanipal an seinen Vater Asarhaddon ist bekannt, dass die Kimmerer die Stadt Kudana eingenommen hatten. Der stark zerbrochene Brief erwähnt auch den „Sohn“ von ú-ak-sa-ta (Kyaxares I.?) und einen gewissen pa-ra-m[u] (Phraortes?). Ein weiterer Brief (83-1-18, 283) erwähnt Kimmerer in Minda.
Die Annalen des Assurbanipal berichten, dass Guggu (Gyges?), König von Luddu, zwei Häuptlinge der Gimirri gefangen nach Ninive schickte und sich um ein Bündnis mit Assyrien bemühte. Kurz danach verbündete sich Guggu aber mit Psamettich und sandte diesem Söldner. Ardys, Guggus Sohn, stellte um 646 v. Chr. wieder freundschaftliche Beziehungen zu Assurbanipal her. Dugdamme, König der Saka Ugutumki, zerstörte Sardes und zog weiter nach Kilikien, wo er erkrankte. Er spuckte Blut und seine Genitalien verfaulten.

### Bibel
In der Bibel wird „Gomer“, ein Volk aus Mitternacht (Norden) „von den Enden der Erde“ erwähnt, das oft mit den Kimmerern gleichgesetzt wird. Die Völkertafel in Genesis 10,2  führt Gomer unter den Kindern Jafets. Die anderen Nachfahren Jafets sind Magog, Madai (Meder), Tubal (Tabal in der heutigen Osttürkei), Mesech (Phryger) und Tiras. Gomer wurde im Mittelalter und der frühen Neuzeit auch als Kimbern gedeutet und wurde so zum Beispiel zum Vorfahren der Briten und Schweden. Unter den Kindern Gomers findet sich Aschkenas, der unter anderem mit den Skythen gleichgesetzt wird.
Ez 38,6  nennt Gomer zusammen mit dem Haufen Thogarma (Tilgarimmu?) unter den Gefolgsleuten Gogs im Lande Magog und Oberherr von Mesech und Tubal (39,2) und prophezeit, dass er zu Rosse über Israel kommen werde wie eine Wolke (38,16). Aber JHWH werde ihn mit Pestilenz, Blut und Feuer- und Schwefelregen vernichten und ihm den Bogen aus der Hand schlagen. Der Prophet beschreibt, wie die Bewohner Israels die Schilde, Bögen, Pfeile, Keulen und Spieße von Magog und Gomer verbrennen und so sieben Jahre kein Feuerholz brauchen (39,10). Die Reste des Heeres werden im Tal Abǎrim oder Hamon Gog östlich des Toten Meeres bestattet.
Jes 5,26–28  beschreibt die Bögen, Pferde und Wagen von Gomer.

### Armenische Quellen
Nach armenischen Quellen besiedelten die Kimmerer Kleinasien, das nach ihnen Gamirk genannt wird.

## Herrscher der Kimmerer
- Teušpa
- Dugdamme

## Archäologische Funde
Die Funde der Tschernogorowka- und Nowotscherkassk-Kulturen der frühen Eisenzeit, zwischen dem 9. und 7. Jahrhundert v. Chr., am Nordufer des Schwarzen Meeres werden traditionell den Kimmerern zugeschrieben. Diese Kulturen lösten die Belosjorka-Kultur ab, deren Träger feste Siedlungen bewohnten und sich von Ackerbau und Viehzucht ernährten. Mit dem Beginn der frühen Eisenzeit lässt sich ein Wechsel der Wirtschaftsweise zur nomadischen Viehzucht erkennen. Die Funde beschränken sich fast völlig auf die Waldsteppe und die Steppe, bewaldete Gebiete werden gemieden, hier findet sich die Tschorny-Les-Kultur. Deren befestigte Siedlungen werden von einigen Forschern als Schutz gegen nomadische Überfälle gedeutet. Jedoch ist Handel zwischen Tschorny-Les und Nowotscherkassk wahrscheinlich, da auch Vollnomaden auf gewisse Erzeugnisse des Ackerbaus angewiesen sind.

### Tschernogorowka
Die Tschernogorowka-Kultur wird in das 9. und frühe 8. Jahrhundert v. Chr. datiert. Sie ist nach einem Fundort beim Dorf Tschernogorowka (heute Stadt Siwersk bei Bachmut) benannt. Typisch sind ost-west-orientierte Hockerbestattungen unter Grabhügeln, manchmal in Nischen, die von einem zentralen unterirdischen Schacht ausgehen. Männer erhielten eherne Tüllenpfeilspitzen, Pferdegeschirr und Eisendolche mit Bronzegriff als Beigaben.
Die Metallurgie der Tschernogorowka-Kultur ist vermutlich durch die nordkaukasische Koban-Kultur beeinflusst.

### Nowotscherkassk
Die Nowotscherkassk-Kultur wird aus der bronzezeitlichen Srubnaja- (Balkengrabkultur) abgeleitet. Sie datiert in das 8. und 7. Jahrhundert und ist nach einem Fundort in der Oblast Rostow benannt. Sie war zwischen Donau und Wolga verbreitet. Typisch sind West-Ost ausgerichtete gestreckte Bestattung unter niedrigen Grabhügeln (Kurganen), auch Nachbestattungen in älteren Hügeln kommen vor. Die Grabbeigaben der Männer bestehen aus Waffen, Kompositbögen, rautenförmigen Tüllenpfeilspitzen sowie Lanzen, Schwertern und Dolchen aus Eisen, Steinkeulen, Wetzsteinen und Pferdegeschirr aus Bronze und Bein. Pferdebestattungen (Girejewa Mogila) sind selten. Frauengräber enthalten hauptsächlich Keramik.
Einzelne Gräber sind sehr reich ausgestattet, unter anderem mit Goldschmuck, dies deutet auf gesellschaftliche Differenzierung.
Ein Hortfund der Nowotscherkassk-Kultur ist aus Surmuschi in Georgien bekannt.
Die Nowotscherkassk-Kultur endete im 7. Jahrhundert abrupt und wird durch Funde abgelöst, die den Skythen zugeschrieben werden. Dies könnte die Angaben Herodots über den Einfall der Skythen in kimmerisches Gebiet stützen.
Funde im Kuban-Gebiet beweisen Kontakte mit Assyrien. So wurden in Hockergräbern in Klin-Jar III. bei Kislowodsk mehrere assyrische spitze eherne Kegelhelme aus der Zeit Sanheribs oder Assurbanipals zusammen mit Pferdegeschirr von Nowotscherkassk-Typ gefunden. Es könnte sich um Gräber von Söldnern oder um Beutegut handeln. Askold verweist allerdings darauf, dass sie aus Blech genietet, nicht gegossen sind wie die vorderasiatischen Stücke und hält sie für einheimische Erzeugnisse. Aus Werchnjaja Rutcha in Nordossetien stammt ein gegossener Bronzehelm mit einer Inschrift von Argišti I., König von Urartu.

### Glinoje
Beim Dorf Hlinaia (Rajon Grigoriopol) in Moldawien bzw. Transnistrien wurde als Grabbeigabe ein doppelstöckiger Tonkrug gefunden, der in seiner Machart ein Unikum sein dürfte und den Kimmerern des 8. Jahrhunderts v. Chr. zugeschrieben wird.

### Kelermes-Stufe
Um eindeutig kimmerische Funde zu identifizieren, untersuchte I. Askold im nördlichen Kleinasien Gebiete, in denen nach Auskunft griechischer Schriftsteller Kimmerer, aber keine Skythen siedelten. Er schreibt auch zwei Gräber vom Norşuntepe den Kimmerern zu, sowie zwei Gräber in Imirler und bei Amasya in der Türkei (ohne genaue Herkunft), die von Ünal den Skythen oder Sarmaten zugeschrieben werden.
Die Gräber auf der Akropolis von Norşun-Tepe werden von einem Gebäude überlagert, das durch die darin gefundene Keramik in die Mitte des 7. Jahrhunderts v. Chr. datiert wird. Grab 3 enthält Gegenstände mit Inschriften des urartäischen Königs Argišti II., eine Anzahl urartäischer Trensenknebel sowie ein Trensenknebel mit Raubtierkopf, der typisch für die Kelermes-Stufe ist.
Die Funde gehören in die Kelermes-Stufe, die gewöhnlich den Skythen zugeschrieben wird. Die typische Keramik fehlt, ist nach Askold aber auch nicht zu erwarten. Einbrüche von Reiternomaden „hinterlassen […] immer nur spärliche, durch die archäologischen Methoden schwer erkennbare Spuren.“. Er verweist auf Analogien mit den Hunnen- und Ungarneinfällen in Europa.

### Kleinasien/Vorderer Orient
Ein Zerstörungshorizont in Sardes wird den Kimmerern zugeschrieben, er enthielt jedoch wenige kimmerische Funde. Ein Knochenortband in Form eines Rolltieres von frühskythischer Form stammt aus einer Schicht, die auch protokorinthische Keramik des 7. Jahrhunderts v. Chr. führt. Pfeilspitzen aus Ephesos werden zuweilen den Kimmerern zugeschrieben. Jedoch kann nicht bewiesen werden, dass sie tatsächlich von kimmerischen Angreifern stammen. Dreiflüglige Bronzepfeilspitzen sind unter anderem auch aus Sardes, Norsuntepe Grab 2, Nusch-i-Jan (medische Schichten), Boǧazköy, Ayanıs, Bastam, aus der Cella des Tempels von Kayalıdere und Samaria bekannt. Sie treten aber noch bis ins 5. Jahrhundert auf.
Reiter auf Reliefs in Nimrud (Assurnasirpal II., 884–858 v. Chr.) werden manchmal als Kimmerer oder Skythen gedeutet, nach Ivanchik (2001) reiten sie jedoch auf typisch vorderasiatische Weise und sind daher nicht als Mitglieder von Reitervölkern zu identifizieren.

### Mitteleuropa
In Mitteleuropa wurde der sogenannte Thrako-Kimmerische Horizont (vor allem Dolche mit durchbrochener Griffplatte und bestimmte Formen von Pferdetrensen) auf die Kimmerer zurückgeführt. Tatsächlich ähneln diese in Ungarn, Polen und Deutschland verbreiteten Pferdetrensen Funden aus der Schwarzmeergegend und dem Kaukasus (Koban-Kultur), es ist jedoch unklar, ob diese auf die historisch belegten Kimmerer zurückgehen. Östlicher Einfluss zu Beginn der Hallstattzeit, zum Beispiel das Auftreten größerer Pferde, wird ebenfalls gerne diesem Steppenvolk zugewiesen.

## Chronologie
- 721–715 Sanherib erwähnt ein Land Gamirru nördlich von Urartu
- 714 Selbstmord von Rusa I. von Urartu
- 705 Tod des Sargon II. in einem Feldzug gegen die Kulummu.
- Sieg Asarhaddons über die Kimmerer unter Teušpa.
- 679/678 Einfall der Gimirri aus Hubuškia nach Assyrien im Jahr 4 von Asarhaddon.
- 676–674 Zerstörung des Phrygischen Reiches durch die Kimmerer, Selbstmord des Königs Midas (Mi-ta-a), Vorstoß nach Paphlagonien.
- 644 Tod des Lydischen Königs Gyges (Guggu) in der Schlacht gegen die Kimmerer, Einnahme von Sardes.[27] Die Kimmerer plündern zusammen mit den Trerern die ionischen Städte.
- um 600 Vertreibung der Kimmerer durch den Lyderkönig Alyattes II.[28]

## Sprache
Von den Kimmerern sind lediglich einige Personennamen überliefert (Teušpa, Lygdamis/Dugdamme), einige Sprachforscher versuchen ihnen auch Ortsnamen (Toponyme) zuzuweisen. Wegen fehlender sprachlicher Belege werden die Kimmerier in der seriösen Sprachwissenschaft kaum erwähnt. Spekulativ werden sie zur iranischen Sprachgruppe oder, griechischen Quellen folgend, der thrakischen Sprachgruppe zugerechnet. Vermutungen über einen engeren Zusammenhang mit der keltischen Sprache müssen aus genetischen Gründen (Krzywinski et al. 2018) als abwegig betrachtet werden. Die Einordnung als Thraker mag aber auf die häufige Verwechslung mit den Trerern zurückgehen.

## Nachleben

### Kimmerer und die Krim
Der Name der Kimmerer soll sich in der Bezeichnung der Krim erhalten haben. Allerdings wurde in der Antike diese Halbinsel („Chersonesos“) landläufig als Taurische bzw. Skythische Chersonesos, „rauhe“ Chersonesos oder einfach nur als Chersonesos bezeichnet. Der Name „Krim“ ist vielmehr deutlich jünger als diese antiken Bezeichnungen und lässt sich – ohne dazu den Namen der Kimmerer bemühen zu müssen – auf das turk-tatarische qyrym = „Festung“ zurückführen.

### Literarische Rezeption
Der amerikanische Schriftsteller Robert E. Howard beschrieb ein Volk der Kimmerier, das mit den historischen Kimmerern fast nur den Namen gemeinsam hat. Howards Kimmerier leben im Hyborischen Zeitalter und sind die Nachfahren der Atlanter. In dem Gedicht I remember wird Cimmeria im Refrain als „Land of darkness and deep night“ bezeichnet, Howard kannte also vermutlich Homer. Howards berühmteste Romanfigur, Conan, ist ein Kimmerier.
Im Roman Wenn ein Reisender in einer Winternacht von Italo Calvino, der aus mehreren unvollendeten Romananfängen besteht, ist einer dieser Romane aus dem „Kimmerischen“ übersetzt. Kimmerien ist hier ein fiktiver Staat, der vermutlich in Nordosteuropa gelegen haben soll.